# Chlorophorus nigripes
Chlorophorus nigripes là một loài bọ cánh cứng trong họ Cerambycidae.